# Дженгелийцы
Дженгелийцы (от перс. جنگل‎, дженгель — лес) — участники партизанского движения против Каджарской династии в Гиляне (Персия) с 1912 по 1921 год.

## Начало восстания
В 1915 году Мирза Кучек-хан, активист Конституционной революции, основал в лесах Гиляна шиитское движение Джангал, требуя автономного статуса провинции, прекращения коррупции в центральном правительстве, прекращения иностранного вмешательства в делах местных народов и земельную реформу.
По сути, даже несмотря на то, что движение не было «сепаратистским», «буржуазно-националистическим» или коммунистическим, его основные идеи были основаны на избавлении страны от коррупции в правительстве, «иностранного империалистического господства» и противодействия существующей в стране монархии.
С такими целями неудивительно, что движение получило мощную поддержку крестьянства, рабочего класса и бедного населения в Иране. Несмотря на это, профессор Хушанг Амирахмади описывает лидеров движения как «торговцев и помещиков», а Мирза Кучек-хана — как часть «демократического крыла» иранской буржуазии.
В последующие годы партизаны движения «Джангалис» сражались против иностранных захватчиков. Хотя их называли «мелкими землевладельцами в Гиляне», которые выступали за вооружённое восстание, они были достаточно сильны, чтобы противостоять интересам Российской империи, что в свою очередь усилило военное присутствие британцев в регионе.

## Революция 1917 года в России и её влияние на Дженгелийское движение
После революции 1917 года в России марксисты в Иране стали более организованными, и начали сотрудничать с движением «Джангалис», причем многие из этих новых революционеров находились под непосредственным влиянием большевиков. Позже эти марксисты в конечном итоге сформируют коммунистическую партию Туде. Несмотря на это, были несомненные различия, поскольку Мирза Кучек-хан поддерживал земельные реформы, но не перераспределение земель.
Ближе к концу 1917 года «Джангали» организовали комитет «Единство ислама», так как они были связаны с движением «Союз ислама», которое было «буржуазно-националистическим» с демократическими элементами, в состав членов которого входили в основном помещики и торговцы.
Тем не менее, они разработали конституцию, которая допускалa «частную собственность на землю» с некоторыми ограничениями, но также призывало к равенству, правлению большинства и свободе. Несмотря на это, «Джангали» не смогли изменить отношения между помещиками и крестьянами, но они продолжали занимать антиабсолютистскую, антиимпериалистическую и националистическую позицию, отраженную в их газете «Джангал», выпущенной в 1917 году. В последующие годы движение набирало силу, поскольку беспорядки и отсутствие безопасности охватили всю страну.
К 1920 году «Джангали», которые в целом были мусульманами-шиитами, участвовали в восстании, в котором они требовали региональной автономии и национальных реформ.
После того, как Красная армия вошла в иранский порт Энзели в июне 1920 года, произошёл перелом в движении. В результате Красная армия и Джангали договорились о создании в Гиляне буржуазно-демократического и антиимпериалистического — антибританского правительства, а Мирза начал секретные переговоры с центральным правительством по ликвидации коммунистов, что привело к перевороту в правительстве Гиляна, а затем к миру между ними.
Дженгелийцы были ключевой частью поддержания Гиланской Советской Республики, которая просуществовала с июня 1920 по сентябрь 1921 года. Дженгелийцы показали, что марксисты и мусульмане могут работать вместе ради общего дела. Американский социолог Джон Форан так описывает это сотрудничество: «Коммунистическая партия Ирана, возглавляемая Хайдар-хан Аму оглы, и движение „Джангали“, возглавляемое Мирзой Кучек-ханом, создали альянс для строительства советской социалистической республики. Кроме того, они направили Ленину письмо с просьбой помочь „освободить нас и всех угнетенных из цепи иранских и британских угнетателей“. Они также отправили письмо в Тегеран, объявляя правительство монарха незаконным».
Нет никаких сомнений в том, что Советский Союз помогал иранцам создать советскую республику в Гиляне. В 1960-х годах на севере страны действовала группа студентов, которая вела борьбу против шахского режима и называлась «Группа Джангал».

## Монархисты и республиканцы в рядах «Джангали»
В рядах «Джангали» были как сторонники Ахмад Шаха Каджара, так и сторонники установления республиканской формы правления (Мирза Кучек-хан). Мирза не только использовал термин «Республика Иран», как это видно из его писем, но он также заявил о своей заинтересованности в установлении республики ещё до появления Коммунистической партии Ирана.
Фактически, Мирза был снят со своих постов в Гилянской Советской Социалистической Республике через 17 дней после образования партии. Мирза, похоже, не соглашался с марксистской идеологией, будучи набожным человеком, хотя многие из его союзников до самого конца были членами Коммунистической партии.
Мирза был националистом, который вместе со своими последователями поклялся не бриться и не стричься до тех пор, пока иностранные войска не будут выведены из Ирана.
Британцы с опасением смотрели на успехи Мирзы и попытались его убить: для этой миссии к нему был отправлен капитан Эдвард Ноэль убить Мирзу. Британский капитан был арестован, прежде чем он смог что-либо предпринять. Полковник Стоукс и генерал Лионель Денстервиль были ещё более взволнованы отказом Мирзы пропустить британские войска через Гилян на север, в то время как Мирза одобрил и гарантировал советским войскам возвращение на север безопасным путем. В результате британские силы атаковали Решт и даже взорвали резиденцию Мирзы, используя самолёты. Британцы предъявили Мирзе ультиматум для сдачи.
Вскоре Мирза начал открыто выражать несогласие с усилиями большевиков и бакинской Коммунистической партии Ирана (преемников иранских меньшевиков Тебриза). На захват Мирзы Советы отправили 20 тысяч солдат. Многие видные члены движения сдались Советам (с 270 военнослужащими). Мирза, чтобы избежать кровопролития, подал в отставку, позволив большевикам прийти к власти. Большевики вскоре стали непопулярными из-за своей антирелигиозной деятельности.
После государственного переворота 1921 года новые власти решили силой подавить «сепаратистские движения»: командир казачьей бригады Реза-хан начал военные действия против «Джангали». Великобритания и Советская Россия не стали вмешиваться, и к концу 1921 года войска Реза-хана завоевали Гилян, тем самым разгромив движение «Джангали».